# Auvillers-les-Forges
Auvillers-les-Forges è un comune francese di 918 abitanti situato nel dipartimento delle Ardenne nella regione del Grand Est.

## Società

### Evoluzione demografica
Abitanti censiti